# Cyrille Maret
Cyrille Maret (Digione, 11 agosto 1987) è un judoka francese.

## Biografia
Ha iniziato a praticare il judo nel 1996, all'età di nove anni, durante un'estate in un centro sportivo. Giovanissimo ha partecipato ad una competizione dove è finito secondo.
Nel 2011, parallelamente alla sua carriera di atleta, è entrato a far parte del sistema Dispositif Athlètes SNCF come addetto alla sicurezza presso la Sicurezza ferroviaria di Parigi Sud-Est.
Nel 2013, dopo aver ottenuto una medaglia di bronzo agli europei, è stato eliminato al secondo turno e si è classificato settimo ai campionati del mondo di Rio de Janeiro 2013.
Ha rappresentato la Francia ai Giochi olimpici estivi di Rio de Janeiro 2016 dove ha vinto la medaglia di bronzo nei 100 kg.
Nell'ottobre 2017, ha gareggiato eccezionalmente nella categoria +100 kg al Grande Slam di Abu Dhabi vincendo il torneo.
Ai Mondiali di Budapest ha vinto il bronzo nella gara a squadre.
È stato sconfitto nella finale degli Europei 2018 a Tel Aviv dal belga Toma Nikiforov.
Ai mondiali di Baku 2018 ha ottenuto l'argento nella gara a squadre.
Ai mondiali di Tokyo 2019 ha bissato l'argento nella gara a squadre.
Nell'ottobre 2020, mentre era alla guida del proprio scooter per recarsi agli allenamenti presso l'Institut national du sport, de l'expertise et de la performance (INSEP), è rimasto vittima di un incidente stradale a Joinville, che gli ha procurato una lussazione completa dell'anca con, lacerazione del legamento. Il recupero dall'infortunio prevede una riabilitazione di diversi mesi. Con tutta probabilità viene compromessa la partecipazione ai Giochi olimpici di Tokyo 2020.

## Palmarès
- Olimpiadi

Rio de Janeiro 2016: bronzo nei 100 kg.
- Mondiali

Budapest: bronzo nella gara a squadre.
Baku 2018: argento nella gara a squadre.
Tokyo 2019: argento nella gara a squadre.
- Giochi europei

Baku 2015: oro nella gara a squadre e bronzo nei −100 kg.
Minsk 2019: bronzo nella gara a squadre.
- Europei

Minsk 2007: argento nella gara a squadre.
Budapest 2013: bronzo nei −100 kg.
Montpellier 2014: bronzo nei −100 kg e nella gara a squadre.
Varsavia 2017: argento nei −100 kg.
Tel Aviv 2018: argento nei −100 kg.
- Universiadi

Belgrado 2009: oro nei −100 kg.